# Хржонстовский, Георгий Павлович
Георгий Павлович Хржонстовский (пол. Jerzy Chrząstowski, 1870—1942) — русский архитектор.

## Биография
Окончил Институт гражданских инженеров императора Николая I в 1895. Первые годы служил в Ведомстве учреждений Императрицы Марии, с 1903 года — в Собственной Его Императорского Величества канцелярии. Был секретарём, а затем членом правления Общества гражданских инженеров. В период с 1900 по 1914 год построил и реконструировал в Санкт-Петербурге одиннадцать зданий, в числе которых девять доходных домов, корпус складов Российского общества Красного креста на Рощинской улице, надстройка здания Биологоической лаборатории на Английском проспекте и здание Воскресно-вечерней школы Русского технического общества на проспекте Обуховской обороны. В свободное время рисовал пейзажи в технике акварели. Основные мотивы пейзажей: ранние — Кавказ, после 1890-х — берега Невы, Финский залив, Репино (тогда Куоккала), зарисовки растений и грибов, небольшие этюды местных жителей, 1930-е — Гагры.
Родился в Пишпеке (Средняя Азия) в семье подполковника инженерных войск Павла Иосифовича Хржонстовского (пол. Paweł Chrząstowski). Род записан в Четвёртой Книге Дворянства, начиная с 1701 года. По национальности поляк. Вероисповедание: католик. Имел двух дочерей от первого брака. После смерти жены женился повторно в 1921 году на Веронике Ивановне Хржонстовской (в девичестве Лукша, латышка), у них родились: сын Игорь (погибший на фронте) и дочь Злата Георгиевна Хржонстовская, работала в Институте Русской Литературы (Пушкинский Дом) в Ленинграде, секретарём-референтом академика Д. С. Лихачёва.
Г. П. Хржонстовский ещё до революции у себя дома обучал своих рабочих грамоте, что спасло его семью от репрессий 30-х годов — один из рабочих к тому времени дослужился до высокого поста в Москве.
На фотографии внизу справа - Дом, в котором с 1906 года, сразу после постройки, на третьем этаже, жил сам архитектор.

## Проекты в Санкт-Петербурге
- Херсонская улица, д.№ 3 — доходный дом. 1900.
- Перекупной переулок, д.№ 7 — доходный дом. 1901.
- Набережная Адмиралтейского канала, д.№ 23 / Галерная улица, д.№ 48 — доходный дом. Перестройка. 1902.
- Миллионная улица, д.№ 8 — доходный дом Н. Б. Глинки-Маврина. Оформление фасада. 1905.

- Петроградская набережная, д.№ 26 / Пинский переулок, д.№ 1, правая часть — доходный дом П. А. Любищева. 1906.
- Рощинская улица, д.№ 2 — склады Российского общества Красного Креста. 1909—1911. Совместно с И. П. Ставицким.
- Канонерская улица, д.№ 19-21 — доходный дом. 1910.
- Улица Куйбышева, д.№ 36 / улица Чапаева, д.№ 2 — доходный дом В. А. Буксгевдена с фигурами орлов у подъездов. 1912—1913.
- Проспект Обуховской Обороны, д.№ 121а — воскресно-вечерней школы Русского технического общества. 1913.
- Московский проспект, д.№ 74 — доходный дом. 1913—1914.
- Английский проспект, д.№ 32 / улица Союза Печатников, д.№ 25б — здание Биологической лаборатории. Надстройка. 1914.
- Улица Писарева, д.№ 10, двор — доходный дом. 1914.